# USS Hyman (DD-732)
O USS Hyman (DD-732) foi um Destroyer norte-americano que serviu durante a Segunda Guerra Mundial.

## Comandantes
| Comandante                | Data                                     |
| ------------------------- | ---------------------------------------- |
| Cdr. Rollo Neill Norgaard | 16 de Junho de 1944 - 22 de Maio de 1945 |
| Cdr. James Louis Foley    | 22 de Maio de 1945 - 5 de Junho de 1946  |
| James Edward Smith        | 5 de Junho de 1946 - 9 de Julho de 1948  |